# Letadla Tatra

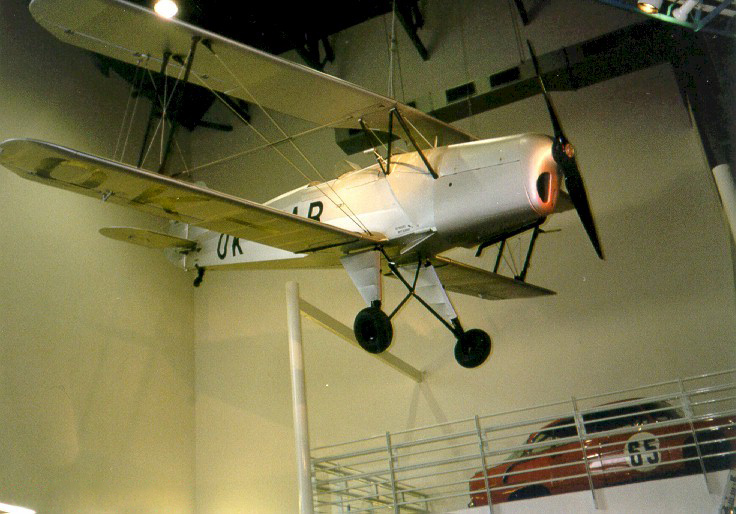
Tatra 131 (1936)

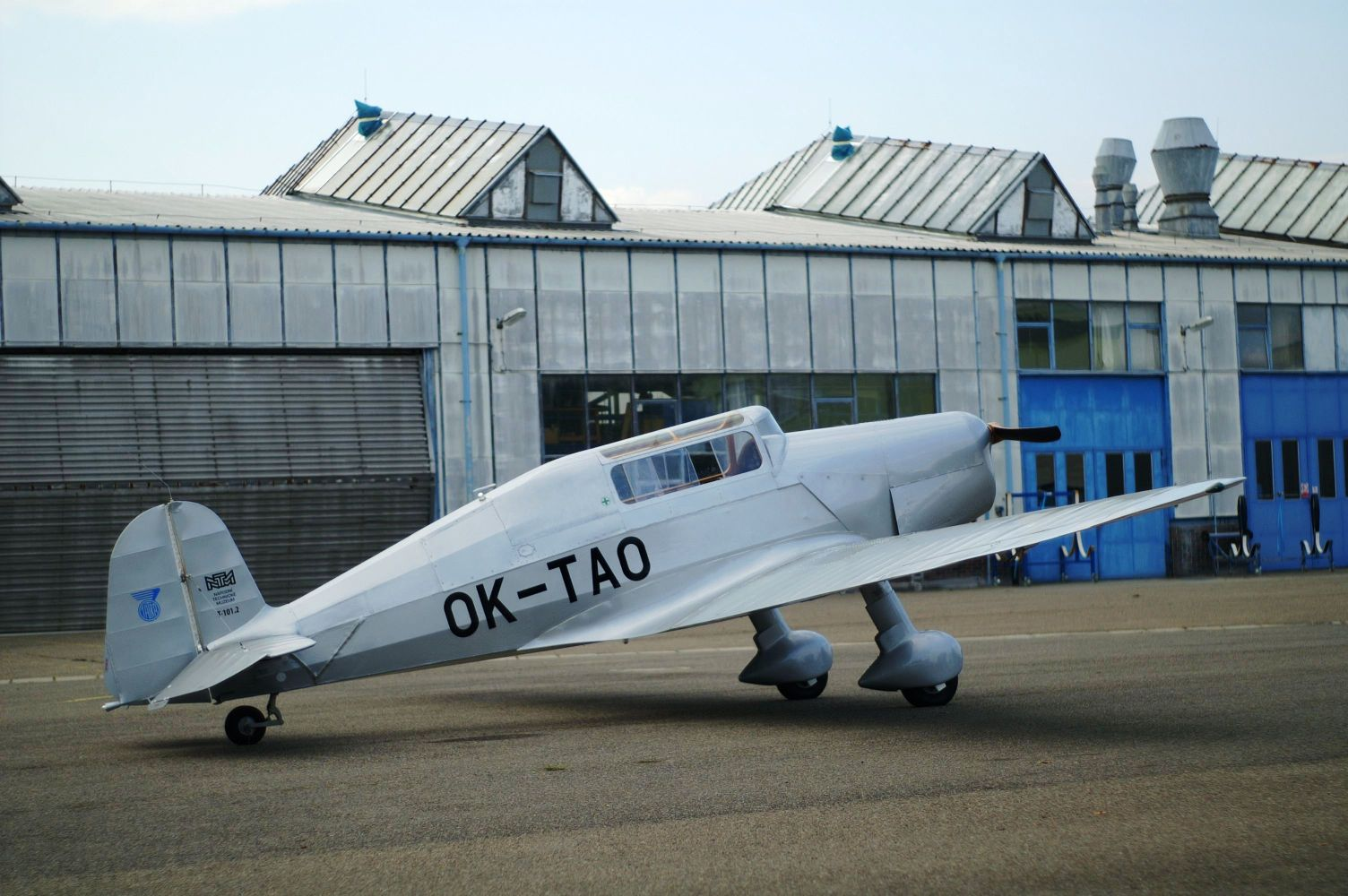
Tatra 101.2

Československá společnost Tatra získala povolení na výrobu letadel a leteckých motorů v roce 1934. Tím začalo sice krátké, ale o to plodnější období leteckého průmyslu pod značkou Tatra.

## Historie
Koncem roku 1934 získala Tatra předního odborníka na statiku a aerodynamiku letadel Ing. Karla Tomáše z firmy Letov, kterého zaměstnala jako šéfkonstruktéra. Ten okolo sebe zakrátko soustředil skupinu leteckých odborníků, jejímž cílem bylo vybudování letecké výroby v závodě Tatra Studénka. Součástí nově budovaného leteckého komplexu Studénka bylo i travnaté letiště o rozloze 25 ha s vlastním hangárem.
Po prvotních úvahách padlo rozhodnutí k licenční výrobě německého stroje Bücker Bü 131 Jungmann (Bü-131), určeného pro leteckou akrobacii. Stroje se začaly vyrábět pod označením Tatra 131 (T-131), celkem bylo ve Studénce vyrobeno 35 strojů. Po okupaci nacistickým Německem byla výroba v Tatře ukončena a na jaře roku 1939 převedena do továrny Aero, kde došlo k výrobě letounů pro německou Luftwaffe. Později byl vyroben v licenci jediný kus dvoumístného anglického dvouplošníku Avro 626 Prefect pod označením Tatra 126, měl být určen hlavně jako výcvikové letadlo pro vojenské piloty.
Vlastní vývoj letadel Tatra navázal na dobré zkušenosti s T-131. Jako pohonná jednotka sloužil motor Tatra 100, což byl vlastně licenční Hirth HM-504. Konstrukce trupu letadel a jejich draku využívala shodné prvky se svými předchůdci. Tak vznikla řada letadel T-001, T-101, T-201 a T-301, a připraveny byly i další typy.
Zvláštní místo v této řadě patří letadlům T-101, které dosáhly několika světových rekordů. Upravené letadlo T-101.1 pokořilo v roce 1938 výškový rekord dvoumístných letadel kategorie III dosažením výšky 7113 metrů. V jednomístném provedení dosáhlo toto letadlo výškového rekordu hodnotou 7470 m. V roce 1938 absolvovalo upravené letadlo T-101 dálkový let Praha-Chartúm a vytvořilo nový světový rekord v letu bez přerušení výkonem 4340 kilometrů.
Slibný rozvoj letecké výroby byl zastaven koncem roku 1938 vpádem a obsazením části československého území německými vojsky po Mnichovu. Nedošlo ani k dokončení některých rozpracovaných projektů, například dvoumotorového letadla Tatra 002, jehož vývoj byl později dokončen v Zlínské letecké a.s. jako Z-20.
Po obsazení ve Studénce ještě krátkou dobu dobíhala výroba rozestavěných letadel T-131, definitivně skončila v roce 1939.
V roce 1986 vznikl v Kopřivnici letecký motor AT-714, vycházející z válcových skupin automobilového motoru vozu Tatra 613. Motor určený hlavně pro pohon lehkého letadla XL-113 se vyznačoval dobrými parametry, nezaznamenal však větší rozšíření.
Snaha o zavedení výroby leteckých motorů pro sportovní a cvičná letadla se opětovně objevila kolem roku 1993, kdy byla konstrukčně připravena řada několika výkonově odstupňovaných leteckých motorů. Tento projekt se však nepodařilo prosadit do výroby, i když perspektivní odběratelé projevovali o tyto motory zájem.

## Technické údaje letadel Tatra

### Tatra 131
Dvoumístný dvouplošník pro výcvik pilotů a leteckou akrobacii
- Maximální rychlost při zemi: 190 km/h
- Cestovní rychlost: 165 km/h
- Dostup: 4000 m
- Dolet: 550 km
- Hmotnost prázdného stroje: 375 kg
- Max. celková hmotnost: 630 kg
- Motor: T-100

### Tatra 126
Dvoumístný dvouplošník pro speciální výcvik vojenských letců. Prototyp nebyl definitivně zalétán.
- Max. rychlost při zemi: 227 km/h
- Cestovní rychlost: 210 km/h
- Dostup: 6700 m
- Dolet: 530 km
- Hmotnost prázdného stroje: 975 kg
- Max. celková hmotnost: 1300 kg
- Motor: Avia Rk-17
  - devítiválcový hvězdicový vzduchem chlazený motor
  - Max. výkon: 264 kW při 2100 ot/min

### Tatra 001
Dvoumístný dolnoplošník pro cestování i akrobacii
- Max. rychlost při zemi: 215 km/h
- Cestovní rychlost: 185 km/h
- Dostup: 4500 m
- Dolet: 750 km
- Hmotnost prázdného letadla: 400 kg
- Max. celková hmotnost: 670 kg
- Motor T-100

### Tatra 101
Dvoumístný dolnokřídlý jednoplošník odvozený z T-001 zvětšením rozpětí křídel, byl určen jako dvoumístné experimentální sportovní letadlo se zasklenou kabinou
- Max. rychlost při zemi: 215 km/h
- Cestovní rychlost: 190 km/h
- Dostup: 5500 m
- Dolet: 1200 km
- Hmotnost prázdného letadla: 500 kg
- Max. celková hmotnost: 780 kg
- Motor T-100

### Tatra 201
Dolnokřídlý jednoplošník s dvěma sedadly za sebou v uzavřené kabině. Byl vyráběn jako sériové sportovní letadlo určené pro dálkovou turistiku.
- Max. rychlost při zemi: 225 km/h
- Cestovní rychlost: 195 km/h
- Dostup: 4500 m
- Dolet: 800 km
- Hmotnost prázdného letadla: 490 kg
- Max. celková hmotnost: 760 kg
- Motor T-100

### Tatra 301
Dolnokřídlý jednoplošník s dvěma sedadly za sebou v uzavřené kabině. Sportovní letadlo a letadlo pro základní výcvik pilotů.
- Max. rychlost při zemi: 220 km/h
- Cestovní rychlost: 195 km/h
- Dostup: 5500 m
- Dolet: 1200 km
- Hmotnost prázdného letadla: 450 kg
- Max. celková hmotnost: 720 kg
- Motor T-100

### Tatra 401
Dolnokřídlý jednoplošník s dvěma sedadly vedle sebe v uzavřené kabině. Letadlo pro sportovní a cvičné účely.
Vývoj byl koncem roku 1938 přerušen, předpokládané technické parametry shodné s T-301.

### Tatra 002
Dvoumotorový dolnoplošník. Nedokončený projekt malého dopravního letadla s předpokládanými technickými parametry:
- Max. rychlost při zemi: 270 km/h
- Cestovní rychlost: 245 km/h
- Dostup: 5500 m
- Dolet: 600 km
- Max. celková hmotnost: 1450 kg
- Motor 2x Walter Minor 4, 70 kW při 2550 ot/min.

### Tatra 003
Dolnoplošník s dvoumístnou kabinou s místy za sebou. Nedokončený projekt cvičného a sportovního letadla se zatažitelným podvozkem. Předpokládané technické parametry:
- Max. rychlost při zemi: 285 km/h
- Dostup: 7200 m
- Dolet: 600 km
- Max. celková hmotnost: 1550 kg
- Motor: hvězdicový vzduchem chlazený Avia Rk 17 o obsahu 16,7 l
  - Výkon: 264 kW

## Letecké motory Tatra
V konstrukci leteckých motorů vznikly mimo nejvíc používaného motoru T-100 i prototypy motorů T-101 a T-102.

### Tatra 100
Čtyřválcový řadový invertní motor chlazený vzduchem o objemu 3,98 l, vyráběný v licenci Hirth HM-504
- Maximální výkon: 72 kW při 2 480 ot/min

### Tatra 101
Malý dvoutaktní motor s dvěma válci v uspořádání boxer o objemu 0,8 l s výkonem 14 kW při 2400 ot/min, určený hlavně pro pohon motorových kluzáků.

### Tatra 102
Byl dvoulitrový invertní vzduchem chlazený čtyřválec s výkonem 44 kW při 3200 ot/min. Vývoj tohoto motoru nebyl dokončen, jeho konstrukce byla později využita při vývoji motoru Walter 2LR.

### AT-714
Čtyřválcový motor s dobrými parametry v uspořádání boxer o objemu 2,2l. Vyvinutý v roce 1986 pro pohon lehkých letadel. V současnosti je používán do ultralehkých letadel a létajících replik. Motory létají pod označením Alfa-Prag ve verzi s karburátory.
V současnosti je motor vyráběn ve společnosti Trefil-Engine v Ostravě pod názvem T422. Pro uplatnění v moderním ultralehkém létání byla vyvinuta verze s elektronickým vstřikováním a turbem.